# Hassiba Abderaouf
Hassiba Abderaouf (en arabe : حسيبة عبد الرؤوف), est le nom de scène de Hassiba Akli, née le 23 décembre 1960 à Hussein Dey (Algérie), elle est une chanteuse algérienne de hawzi algérois.

## Biographie
Hassiba Akli est née à Hussein Dey (Alger), elle est issue d'une famille modeste, et a grandi dans un milieu conservateur où on ne badine pas avec les principes quand-bien même sa mère à cette époque était déjà artiste où elle animait les mariages et les fêtes familiales.
Très jeune, Hassiba accompagnait sa mère aux cérémonies de mariages alors qu'elle n'avait que quatorze ans, elle jouait déjà au Synthétiseur et faisait partie intégrante de son Orchestre.
La mère de Hassiba était très proche de la chanteuse Fadhéla Dziria avec qui avait tissé des liens fraternels.
Hassiba Abderaouf a attribué son nom d'artiste à son fils aîné, Abderaouf. Elle est jeune grand-mère et mère de quatre enfants respectivement Abderaouf, Amina, Mahdi et Feriel.

## Discographie
- Maroc
- Spécial Fête (2013)[4]
- Algérie
- Wled Elhouma (2011)[5]
- El madi alakt babou (2010)[6]
- Reprise Mariage (2009)[7]
- Ya bahre etoufan (2007)[8]
- Taâlila (2005)[9]
- win Mhamalni (2004)[10]